# Константин II (король Греции)
Константин II (греч. Κωνσταντίνος Βʹ; 2 июня 1940[…], Афины — 10 января 2023, Афины) — седьмой и последний король Греции (1964—1974) из династии Глюксбургов, сын короля Павла I и его супруги королевы Фредерики Ганноверской. Как потомок датского короля Кристиана IX, носил титул принца Датского. Последний царствовавший православный монарх.

## Биография

### Детство и образование
Родился 2 июня 1940 года в Афинах.

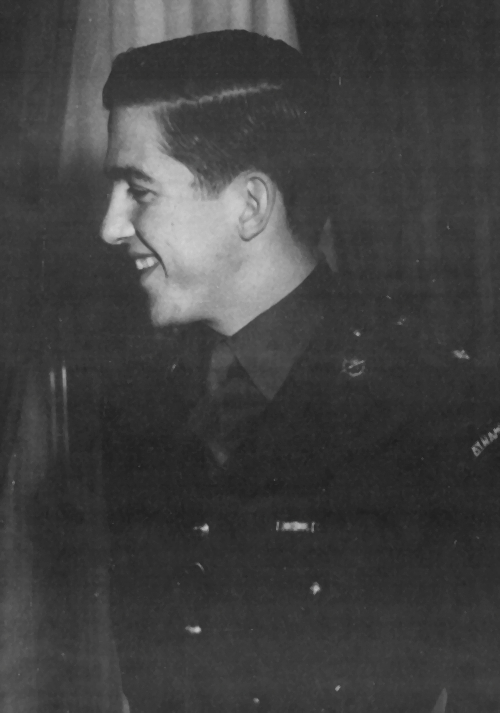
Константин II в 1959 году

Окончил аристократический колледж Анаврита и юридический факультет Афинского университета. В 1956—1958 годах продолжил образование в военных училищах Греции, в 1958—1959 годах — в США.

### Царствование
Взошёл на престол 6 марта 1964 года — после смерти отца Павла I; в последние месяцы его жизни исполнял обязанности регента. В отличие от отца, со своими политическими функциями справлялся неудачно, при нём было несколько правительственных кризисов. Выступил за расширение прерогатив короля, что привело в 1965 году к конфликту с премьер-министром Георгиосом Папандреу-старшим (эти события известны как роялистский переворот «Апостасия»). 21 апреля 1967 года начался новый военный переворот, который возглавили «чёрные полковники». Король признал путчистов в качестве законного правительства, заявив об «уверенности, что они действовали ради спасения страны». Но уже 13 декабря Константин сделал попытку выступить против них, вылетел из столицы на север Греции и призвал оттуда по радио народ к восстанию. После неудачи восстания покинул страну и жил в Риме.

### После низложения
1 июня 1973 года по итогам референдума «чёрными полковниками» была упразднена монархия и провозглашена республика. Однако голосование произошло при диктаторском режиме и не могло считаться свободным. Поэтому после свержения диктатуры демократическое правительство провело повторный референдум 8 декабря 1974 года, который подтвердил волю народа не восстанавливать монархию. Константин никогда формально не отрекался от престола, однако с этого дня Королевство Греция прекратило своё существование, и была установлена Третья греческая республика.

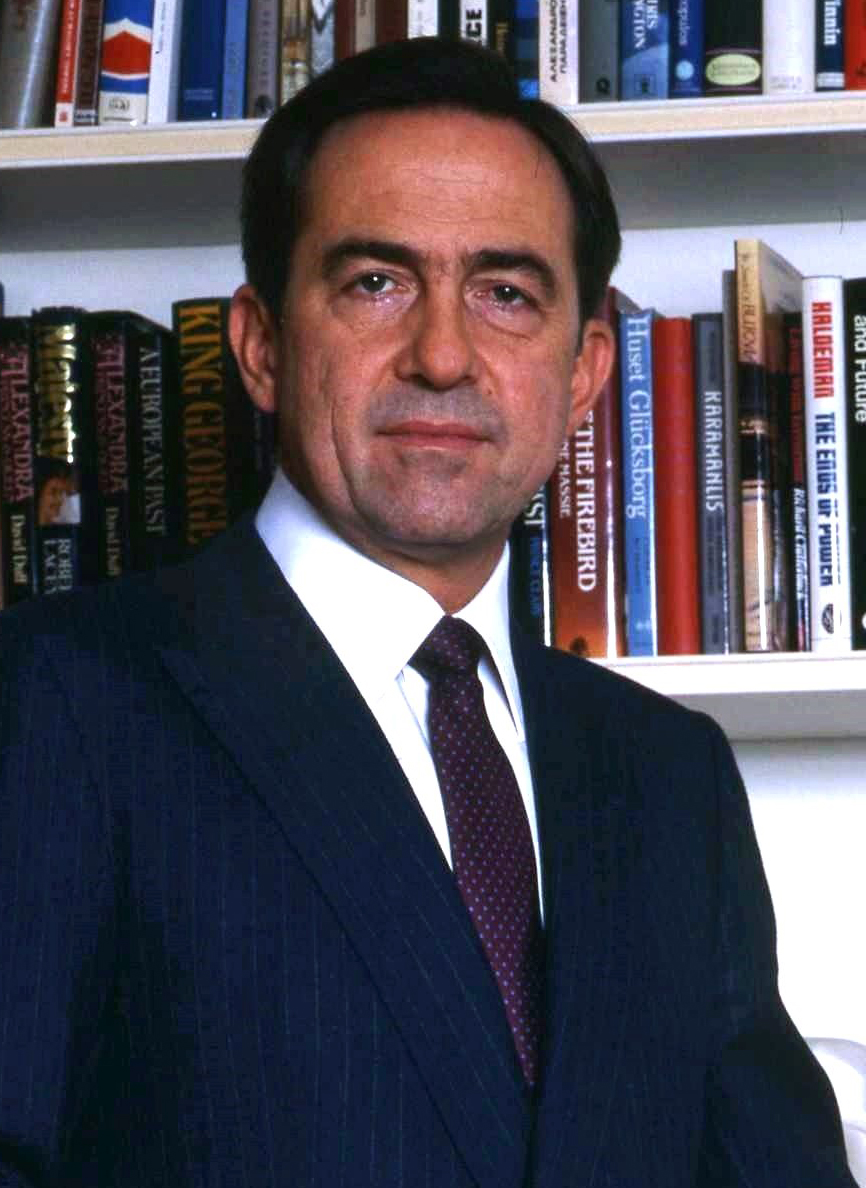
Константин II в 1987 году

Некоторое время Константин отказывался платить налоги на принадлежащую ему греческую собственность; впрочем, в 1992 году он передал большую часть своих земель коммерческому фонду в обмен на бывший дворец и право вывезти из страны некоторые ценности (перечень вывезенного официально нигде не публиковался). Принятый в 1994 году закон лишил его греческого гражданства и собственности, в том числе дворца Татой, планируемого к продаже в связи с долговым кризисом, и виллы Мон-Репо, в которой ныне расположен археологический музей Палеополиса. Согласно закону, для получения паспорта Константин был обязан принять фамилию; свой отказ сделать это представители королевской семьи мотивируют тем, что греческие, равно как и датские, Глюксбурги никогда не имели фамилии. До 1994 года в своём греческом паспорте он значился как «бывший король» (греч. ο τέως βασιλιάς). Въезд в страну ему не был запрещён, и после лишения трона он неоднократно посещал Грецию при помощи датского дипломатического паспорта, в котором его имя записано как Constantino de Grecia. Этот факт высмеивался некоторыми греческими СМИ, которые переделали фонетическое Де Грециа в смысловое Не Греческий (греч. Ντεγκρέτσιας, /Ne'ɣretsias/) вместо отсутствовавшей у Константина фамилии.
В 1990—2000 годах неоднократно обращался в Европейский суд по правам человека с иском к греческому правительству относительно конфискованной собственности. Однако в ноябре 2000 года суд вынес решение не в пользу бывшего короля, ему была возвращена лишь часть имущества королевской семьи.
В июне 2009 года в Лондоне перенёс операцию на сердце.
До 2013 года проживал с семьёй в Лондоне. В мае 2013 года королевская семья переехала на постоянное место жительства в Портохелион, в 6 километрах от острова Спеце, где проходила свадьба принца Николаоса. Высказал пожелание быть похороненным в бывшем имении Татой, рядом с могилой отца.

### Состояние здоровья
В 2009 году последнему королю Греции была сделана операция на сердце, а в 2018 году он перенёс инсульт.
15 декабря 2021 года он был госпитализирован с ишемической атакой, а после стабилизации состояния был доставлен на лечение в частную больницу Hygeia. 16 декабря было сделано заявление, что причиной госпитализации является пневмония.

### Смерть
Скончался 10 января 2023 года на 83-м году жизни в Афинах.

### Спортивная карьера
Олимпийский чемпион 1960 года по парусному спорту в классе «Дракон».
В 1963—1974 годах — член Международного олимпийского комитета (МОК).
С 1967 по 1973 год — член Комиссии МОК по вопросам Международной олимпийской академии.
С 1974 года — почётный член МОК.
C 1994 года — почётный Президент Международной федерации парусного спорта World Sailing.

## Связи с другими династиями
По отцу — Павлу I — принадлежал к датской династии Глюксбургов. Также являлся правнуком великой княгини Ольги Константиновны и праправнуком великого князя Константина Николаевича.
Супруг королевы Великобритании Елизаветы II — Филипп, герцог Эдинбургский — являлся двоюродным дядей Константина, а царствующий король Великобритании Карл III является его троюродным братом.
Королева Испании София Греческая, жена Хуана Карлоса I, является старшей сестрой Константина.
Был женат на датской принцессе Анне-Марии — младшей сестре королевы Дании Маргрете II.

### Семья
18 сентября 1964 года женился на дочери короля Дании Фредерика IX Анне-Марии, в браке с которой родились:
- Дочь — принцесса Алексия (род. 10 июля 1965, Корфу)
- Сын — наследный принц Павел (род. 20 мая 1967, Татой), наследный принц Греческий, герцог Спартанский, женат на Мари-Шанталь Клэр Миллер
- Сын — принц Николай (род. 1 октября 1969, Рим), принц Греческий и Датский
- Дочь — Феодора (род. 9 июня 1983, Лондон), принцесса Греческая и Датская
- Сын — Филипп (род. 26 апреля 1986, Лондон), принц Греческий и Датский